# Trupermoor
Trupermoor ist ein Ortsteil der Gemeinde Lilienthal im niedersächsischen Landkreis Osterholz. 
1937 wurde Trupermoor zusammen mit Trupe, Falkenberg, Moorhausen und Butendiek nach Lilienthal eingemeindet.

## Geografie und Verkehr
Der Ortsteil liegt nordöstlich vom Kernbereich von Lilienthal unweit der südlich verlaufenden Landesgrenze zu Bremen. Am östlichen Ortsrand fließt die Wörpe. Nordöstlich liegt das Gelände des Golfclubs Lilienthal e.V. 
Die Landesstraße L 133 verläuft im östlichen Bereich des Ortes.

## Gebäude
- Wohn- und Wirtschaftsgebäude Birkenweg 23 von 1802 in Fachwerk und denkmalgeschützt

## Bildung
- Kindergarten Trupermoor
- Grundschule Trupermoor

## Söhne und Töchter
- Carl Julius Witt (1885–1969), Lehrer, antisemitischer Politiker und später nationalsozialistischer Hamburger Senator.